# Tanárky János
Tanárky János (Bia, 1781. október 22. – Nagykőrös, 1842. március 23.) orvosdoktor, Tanárky Gedeon politikus apja.

## Élete
Tanárky János református lelkész és Már Sára fia. Kecskeméten végezte a gimnáziumot. 1797-ben Debrecenbe ment és az ottani református kollegiumban hét évig folytatta tanulmányait. Apja halála után a gárdonyiak meghívták lelkészüknek, mely hivatalát három évig folytatta és miután a debreceni kollegiumban megtanulta a francia, német és olasz nyelvet, idegenből fordítgatott. 1806 októberében a papságtól végbúcsút vett és a pesti egyetemen az orvosi karba iratkozott be. Tanulási ideje alatt gróf Teleki László, a hétszemélyes tábla bírája és református egyházkerületi főgondnok, házába vette: titkári és könyvtárnoki minőségben tartotta és segítette. Három év eltelte után Bécsbe ment, ahol Hildebrandtól tanulta az orvosi tudományt. Az ötödik évre ismét visszajött Pestre és itt 1811. szeptember 2-án orvosdoktorrá avatták. 1831 október elején Nagykőrösre ment városi főorvosnak.
Cikkei a Tudományos Gyűjteményben (1821. IV-VIII.).

## Munkái
- Tasszo Torquató Megszabadított Jerusaleme. Ford. olasz nyelvből. Pest, 1805. Három kötet. (Ism. Budapesti Szemle XVI. 1878.).
- Robertson Vilhelm Amerikai historiája. Ford. Uo. 1807., 1809. Két kötet.
- Némely görög és római nagy emberek élete Plutarchusból. Pozsony, 1807. két kötet, 2 rézmetszettel.

Kéziratban: Hunyady János a szendrői várban eredeti vitézi játék 4 felv. (előadták Kassán 1836. ápr. 17.); Önéletrajza (Tanárky Béla honvéd-őrnagy birtokában, melyből Ádám Gerzson közli T. életrajzi adatait).